# Pedro Sáinz de Baranda
Pedro Sainz de Baranda y San Juan de Santa Cruz (Madrid, 21 d'agost de 1797 - 27 d'agost de 1853) fou un religiós i historiador espanyol, membre de la Reial Acadèmia de la Història.

## Biografia
Va estudiar llatí i humanitats als escolapis del Col·legi de San Antonio Abad, regentat pels Pares Escolapis. L'octubre de 1817 es va graduar com a batxiller en cànons i el 1820 en lleis a la Universitat d'Alcalá de Henares.
Fou ordenat prevere i fou rector de l'església de Santa Cruz de Madrid. En 1847 va ser nomenat acadèmic de la Reial Acadèmia de la Història per les seves observacions al Diccionario de Sebastián de Miñano y Bedoya. També fou membre de l'Acadèmia Imperial de Viena i l'Acadèmia de Bones Lletres de Barcelona. En 1846 fou nomenat bibliotecari de la Universitat de Madrid i va continuar amb l'edició de l'España Sagrada del p. Flórez. En va editar el tom 47 (Lleida) i va viatjar per Aragó per preparar els toms 48 (que s'editaria pòstumament en 1862) i 49, i també va editar els toms 11 a 22 del Viaje de Villanueva. Va aplegar una col·lecció de 12.000 llibres anteriors a 1800 que a la seva mort va donar a la Biblioteca de la Universitat.

## Edicions
- Cronicón de Valladolid a Colección de Documentos inéditos para la Historia de España, editats en 1848
- Ensayo histórico de la vida literaria del Maestro José de la Canal, publicat a Madrid el 1950
- Tom n. 47 d'España Sagrada (Lérida), amb documents de José de la Canal.
- Toms 11 a 22 del Viaje de Villanueva